# نئوپاپ
نئوپاپ یا پاپ جدید (انگلیسی: Neo-pop)، یک جنبش هنری پست‌مدرن است که در دهه‌های ۱۹۸۰ و ۱۹۹۰ اوج گرفت. این جنبش نسخه احیاشده، تکامل‌یافته و مدرن از ایده‌های هنرمندان هنر پاپ دهه ۵۰ است که برخی از ایده‌های فروش و جنبه‌های کیچ آن را به تصویر می‌کشد. بر خلاف هنر پاپ، نئو پاپ از منابع و تکنیک‌های بیشتری الهام می‌گیرد.

## محتوا
جلوه‌های بصری هنر نئوپاپ بسیاری از جنبه‌های هنر پاپ را حفظ نکرده‌است، و ایده‌های آن را به دوران مدرن منتقل نکرده‌است. نئوپاپ عناصری از هنر پاپ مانند تأکید بر فرهنگ عامه، مصرف‌گرایی، و رسانه‌های جمعی و پالت رنگ روشن آن را گرفته‌است. جلوه‌های بصری عمدتاً ریشه در رنگ‌های زنده، الگوهای متنوع (مانند نقطه‌های پولکا، گل‌ها، قلب‌ها، ستاره‌ها، خطوط و غیره) و ترکیبی از تصاویر زندگی روزمره، مانند تبلیغات و فرهنگ پاپ دارند. هنرمندان نئوپاپ اغلب برای ساخت آثار هنری خود از افراد مشهور، کارتون‌ها و علائم تجاری نمادین الهام می‌گرفتند. نئوپاپ به‌عنوان تجدید حیات زیبایی‌شناسی و ایده‌های جنبش اواسط قرن بیستم که ویژگی‌های هنر پاپ مانند کیچ و علاقه به تجاری‌گرایی را به تصویر می‌کشد، تعریف می‌شود.

## هنرمندان نئوپاپ
این اصطلاح که در سال ۱۹۹۲ توسط منتقد ژاپنی نوی ساواراگی ابداع شد، به هنرمندان متأثر از هنر پاپ و تصاویر فرهنگ عامه، مانند جف کونز، رومرو بریتو، دیمین هرست، و همچنین هنرمندانی که در هنر گرافیتی و کارتون کار می‌کنند، اشاره دارد؛ مانند کیت هرینگ و کنی شارف.
هنرمند ژاپنی تاکاشی موراکامی اولین هنرمند نئوپاپ ژاپنی شناخته می‌شود که «یخ را از نظر بازیافت فرهنگ پاپ ژاپنی شکست». نئوپاپ ژاپنی معروف به سوپرفلت با خرده‌فرهنگ اوتاکو و علایق وسواس‌گونه به انیمه، مانگا و دیگر اشکال فرهنگ پاپ مرتبط است. هنرمند کنجی یانوبه نمونه‌ای از این رویکرد به هنر و فندوم است.